# União das Freguesias de Sé, Santa Maria e Meixedo
União das Freguesias de Sé, Santa Maria e Meixedo, kurz Sé, Santa Maria e Meixedo, ist eine Gemeinde (Freguesia) im portugiesischen Kreis (Concelho) von Bragança. Die Gemeinde hat 22.016 Einwohner (Stand 30. Juni 2011) auf einer Fläche von 35,69 km².
Sie stellt im Wesentlichen die Innenstadtgemeinde der Stadt Bragança dar.
Die Gemeinde entstand am 29. September 2013 im Zuge der Gemeindereform 2013, durch Zusammenschluss der bisher eigenständigen Gemeinden Sé, Santa Maria und Meixedo. Offizieller Sitz der neuen Gemeinde wurde Sé.